# Chlorosea nevadaria
Chlorosea nevadaria är en fjärilsart som beskrevs av Alpheus Spring Packard 1873. Chlorosea nevadaria ingår i släktet Chlorosea och familjen mätare. Inga underarter finns listade i Catalogue of Life.